# Ludwig Leinberger
Ludwig Leinberger, ps. Haberer (ur. 21 maja 1903 w Norymberdze, zm. 3 marca 1943 w Bad Pyrmont) – niemiecki piłkarz grający na pozycji pomocnika.

## Kariera klubowa

### Kariera juniorska
Leinberger rozpoczął karierę w 1912 w TV 1846 Nürnberg. W 1920 trafił do FC Bayern 07 Nürnberg, gdzie grał do 1924. W 1924 przez krótki czas reprezentował BV Solingen 98.

### Kariera seniorska
W lutym 1925 trafił do SpVgg Greuther Fürth, którego zawodnikiem był do kwietnia 1933. Od maja do października 1933 pełnił funkcję grającego trenera CfR Köln. Grał w tym klubie do 1936.

## Kariera reprezentacyjna
W latach 1927–1933 rozegrał 24 mecze w reprezentacji Niemiec. W 11 spotkaniach pełnił funkcję kapitana. Wraz z kadrą wystąpił na igrzyskach olimpijskich w 1928, na których rozegrał 2 pojedynki, a Niemcy zajęli 5. miejsce.

## Kariera trenerska
W 1932 trenował SpVgg Ansbach, w latach 1932–1933 był szkoleniowcem SSV Jahn Regensburg. Od maja do października 1933 pełnił funkcję grającego trenera CfR Köln, następnie do 1934 prowadził Gausportlehrer Bayern. W latach 1934–1937 pracował jako szkoleniowiec Gausportlehrer Hessen und Nordmark, po czym w kwietniu 1937 wrócił do Gausportlehrer Bayern, który trenował do lutego 1938. Od maja 1938 do kwietnia 1941 był trenerem FC Schweinfurt 05. Od sierpnia 1941 prowadził Luftwaffen-SV Rudolstadt. Nieznana jest data zakończenia pracy w tym klubie.

## Życie prywatne i śmierć
Zmarł w marcu 1943 w wyniku obrażeń wojennych. Miał syna Heinza.